# レニー・ダイクストラ
レニー・ダイクストラ（Leonard Kyle "Lenny" Dykstra , 1963年2月10日 - ）はアメリカ・メジャーリーグで活躍した元野球選手。
外野手。左投左打。アメリカ合衆国カリフォルニア州サンタアナ出身。ニックネームは「Nails」。

## 経歴
1981年ドラフトでニューヨーク・メッツから13巡目に指名され入団。
マイナーリーグで活躍の後、1985年5月3日にメジャーデビューを果たす。ムーキー・ウィルソンとの併用でセンターとして起用され、この年は83試合に出場。
翌1986年には147試合に出場。主に一番打者として起用されて打率.295、8本塁打、31盗塁を記録。この年メッツはシーズン108勝54敗をあげ、2位に21.5ゲームの大差をつけて地区優勝。ヒューストン・アストロズとのナ・リーグチャンピオンシップシリーズ第3戦ではサヨナラホームランを打つ。この時、「サヨナラホームランを打ったのは、子供の時に母親との野球ゲーム以来だよ」とコメント。ボストン・レッドソックスとのワールドシリーズでは、メッツが2連敗で迎えた第3戦に初回先頭打者本塁打を打っている。
結果的にメッツは連敗スタートから巻き返して、4勝3敗でワールドシリーズ制覇を果たすのだが、その起爆剤になったホームランとなった。
その後もウィルソンとの併用（ダイクストラの方が起用は多い）が続いたが、1989年6月18日に、フアン・サミュエルとのトレードでロジャー・マクダウエルと共にフィラデルフィア・フィリーズに移籍。
当初はこのトレードに困惑し、一時成績を落とした（このシーズン、移籍前は打率.270、移籍後は.222）が、移籍を機に完全にレギュラーに定着。フィリーズのファンからも人気を博した。翌1990年にはリーグ最多192安打を打ち、打率.325（リーグ4位）を記録して、オールスターではファン投票で選出されて初出場を果たした。また同年、日米野球で来日した。
1991年5月7日には、チームメイトのジョン・クルックのパーティーの帰りに飲酒運転をして木に衝突する事故を起こし、チームメイトのダレン・ドールトン共々負傷し、さらにシーズン中にも守備でフェンスに激突して負傷。1992年には開幕戦で死球を受けて負傷し、2年間で148試合の出場にとどまった。
1993年には復活して161試合に出場し、打率.305、19本塁打66打点、37盗塁と活躍。773打席は当時のメジャー新記録（2007年にジミー・ロリンズが更新）で、194安打、129四球、637打数はいずれもリーグ1位。
チームは10年ぶりのワールドシリーズ出場を果たす。シリーズはトロント・ブルージェイズに敗れたが、シリーズでは打率.348、4本塁打を記録し、もしフィリーズが勝っていたらシリーズMVPに選ばれていたと思われる活躍であった。
交通事故は別としても、ハッスルプレイに起因する故障（本拠地のベテランズ・スタジアムの固い人工芝が原因）も度重なったことから、この年を境に成績が下降。
1994年、1995年はいずれも前半戦活躍してオールスターに出場するが、いずれも故障のため途中でシーズンを終え、まだ33歳の1996年、40試合に出場した5月18日の出場を最後に現役を引退。
1998年のスプリングトレーニング（日本のプロ野球でいう春季キャンプに相当）で復帰を試みるが失敗。
2006年8月20日のメッツの試合前に行われたワールドチャンピオン20周年記念イベントでもシェイ・スタジアムを埋めたファンから喝采を浴びていた。
コーチとしての球界復帰を志していることを表明。2007年にはメッツのスプリング・トレーニング期間限定のコーチを務めた。
引退後は、故郷カリフォルニア州で投資家として成功を収めており、投資情報サイトThe Street.Comでのコラムや記事の執筆経験もあったが、2009年7月に連邦倒産法第11章を申請した。
2011年6月に車の窃盗や書類の偽造など25件の罪で起訴され、カリフォルニア州ロサンゼルス郡地裁は2012年3月5日に自動車窃盗などの罪で禁錮3年の判決を下した。同地裁は求人で募集した女性5人に対して露出したり、ナイフを突き付けてマッサージを強要したりしたとして、更に4月18日に執行猶予3年と禁錮9か月の判決を下した。7月13日に破産詐欺、資産隠蔽、資金洗浄の3つの重罪も認め、12月3日に懲役6か月半、社会奉仕活動500時間を宣告された。また、賠償金20万ドルを支払うよう命じられた。
2018年5月23日、ニュージャージー州でUberのドライバーを銃で脅した容疑で逮捕され、脅迫と薬物所持で訴追された。

## 薬物問題
2007年12月13日に発表されたミッチェル報告書によると、1989年春のスプリングトレーニング中にダイクストラの体重の増加が顕著だったので、カーク・ラドムスキーは体型の大型化について尋ねたが、その時にダイクストラは運動能力向上薬物であるアナボリックステロイドの使用を認めた。1993年のワールドシリーズでフィリーズが敗北した後、正確な時期は覚えていないが、ラドムスキーはダイクストラの求めに応じてステロイドのデカ・デュラボリン、ダイアナ、テストステロンを販売した事を思い出した。コミッショナー事務局では2000年以来、ダイクストラのステロイド使用は知られていた。これらの主張についての情報を提供し、応答の機会を与えるためにジョージ・J・ミッチェルが面会を要求したが、ダイクストラはこの要求に同意しなかった。
2010年6月に出版されたランドール・レーンの著書の中で、「私は先駆者らしかった････ジュース（ステロイド）の。使用するのは本当に最初らしかった。私とカンセコ（ホセ・カンセコ）は」と述べ、現役時代の禁止薬物の使用を認めた。

## 詳細成績

### 年度別打撃成績
| 年 度      | 球 団      | 試 合 | 打 席 | 打 数 | 得 点 | 安 打 | 二 塁 打 | 三 塁 打 | 本 塁 打 | 塁 打 | 打 点 | 盗 塁 | 盗 塁 死 | 犠 打 | 犠 飛 | 四 球 | 敬 遠 | 死 球 | 三 振 | 併 殺 打 | 打 率 | 出 塁 率 | 長 打 率 | O P S |
| ---------- | ---------- | ----- | ----- | ----- | ----- | ----- | -------- | -------- | -------- | ----- | ----- | ----- | -------- | ----- | ----- | ----- | ----- | ----- | ----- | -------- | ----- | -------- | -------- | ----- |
| 1985       | NYM        | 83    | 273   | 236   | 40    | 60    | 9        | 3        | 1        | 78    | 19    | 15    | 2        | 4     | 2     | 30    | 0     | 1     | 24    | 4        | .254  | .338     | .331     | .669  |
| 1986       | NYM        | 147   | 498   | 431   | 77    | 127   | 27       | 7        | 8        | 192   | 45    | 31    | 7        | 7     | 2     | 58    | 1     | 0     | 55    | 4        | .295  | .377     | .445     | .822  |
| 1987       | NYM        | 132   | 479   | 431   | 86    | 123   | 37       | 3        | 10       | 196   | 43    | 27    | 7        | 4     | 0     | 40    | 3     | 4     | 67    | 1        | .285  | .352     | .455     | .807  |
| 1988       | NYM        | 126   | 466   | 429   | 57    | 116   | 19       | 3        | 8        | 165   | 33    | 30    | 8        | 2     | 2     | 30    | 2     | 3     | 43    | 3        | .270  | .321     | .385     | .706  |
| 1989       | NYM        | 56    | 192   | 159   | 27    | 43    | 12       | 1        | 3        | 66    | 13    | 13    | 1        | 4     | 4     | 23    | 0     | 2     | 15    | 2        | .270  | .362     | .415     | .777  |
| 1989       | PHI        | 90    | 392   | 352   | 39    | 78    | 20       | 3        | 4        | 116   | 19    | 17    | 11       | 1     | 1     | 37    | 1     | 1     | 38    | 5        | .222  | .297     | .330     | .627  |
| '89計      | PHI        | 146   | 584   | 511   | 66    | 121   | 32       | 4        | 7        | 182   | 32    | 30    | 12       | 5     | 5     | 60    | 1     | 3     | 53    | 7        | .237  | .318     | .356     | .674  |
| 1990       | PHI        | 149   | 691   | 590   | 106   | 192   | 35       | 3        | 9        | 260   | 60    | 33    | 5        | 2     | 3     | 89    | 14    | 7     | 48    | 5        | .325  | .418     | .441     | .859  |
| 1991       | PHI        | 63    | 284   | 246   | 48    | 73    | 13       | 5        | 3        | 105   | 12    | 24    | 4        | 0     | 0     | 37    | 1     | 1     | 20    | 1        | .297  | .391     | .427     | .818  |
| 1992       | PHI        | 85    | 392   | 345   | 53    | 104   | 18       | 0        | 6        | 140   | 39    | 30    | 5        | 0     | 4     | 40    | 4     | 3     | 32    | 1        | .301  | .375     | .406     | .781  |
| 1993       | PHI        | 161   | 773   | 637   | 143   | 194   | 44       | 6        | 19       | 307   | 66    | 37    | 12       | 0     | 5     | 129   | 9     | 2     | 64    | 8        | .305  | .420     | .482     | .902  |
| 1994       | PHI        | 84    | 386   | 315   | 68    | 86    | 26       | 5        | 5        | 137   | 24    | 15    | 4        | 0     | 1     | 68    | 11    | 2     | 44    | 3        | .273  | .404     | .435     | .839  |
| 1995       | PHI        | 62    | 292   | 254   | 37    | 67    | 15       | 1        | 2        | 90    | 18    | 10    | 5        | 0     | 2     | 33    | 2     | 3     | 28    | 1        | .264  | .353     | .354     | .707  |
| 1996       | PHI        | 40    | 164   | 134   | 21    | 35    | 6        | 3        | 3        | 56    | 13    | 3     | 1        | 1     | 1     | 26    | 2     | 2     | 25    | 1        | .261  | .387     | .418     | .805  |
| 通算：12年 | 通算：12年 | 1278  | 5282  | 4559  | 802   | 1298  | 281      | 43       | 81       | 1908  | 404   | 285   | 72       | 25    | 27    | 640   | 50    | 31    | 503   | 39       | .285  | .375     | .419     | .794  |

- 各年度の太字はリーグ最高

### 受賞歴・記録
- オールスター出場3回（1990年、1994年、1995年）
- シルバースラッガー賞1回（1993年）